# Heinrich Stieglitz (Soziologe)
Heinrich Stieglitz (* 14. März 1932 in Zabrze; † 2. November 2014) war ein deutscher Soziologe.

## Leben
Stieglitz erwarb sich 1956 den Grad eines Diplom-Kaufmann. An der Universität zu Köln erfolgte 1959 seine Promotion zum Dr. rer. pol. mit der Dissertation Der soziale Auftrag der freien Berufe: Ein Beitrag zur Kultursoziologie der industriellen Gesellschaft. Er war ab 1963 außerordentlicher Professor an der Pädagogischen Hochschule Vechta, 1971 ordentlicher Professor in Vechta, 1974 an der Hochschule der Bundeswehr München und 1978 an der Universität Regensburg. 
Er wurde auf dem Friedhof Pentling beerdigt. Er war Nachlassverwalter von Werner Ziegenfuß.

## Schriften (Auswahl)
- Der soziale Auftrag der freien Berufe. Ein Beitrag zur Kultursoziologie der industriellen Gesellschaft. Kiepenheuer & Witsch, Köln 1960, OCLC 265048616.
- Soziologie und Erziehungswissenschaft. Wissenschaftstheoretische Grundzüge ihrer Erkenntnisstruktur und Zusammenarbeit. Enke, Stuttgart 1970, OCLC 47306433.
- Verbindlichkeit. Eine kritisch-realistische Bestimmung der Erkenntnis und des Wesens der Gesellschaft. Duncker & Humblot, Berlin 2008, ISBN 978-3-428-12793-1.[6]